# Sagina saginoides
Sagina saginoides é uma espécie de planta com flor pertencente à família Caryophyllaceae. 
A autoridade científica da espécie é (L.) H.Karst., tendo sido publicada em Deutsche Flora. Pharmaceutisch-medicinische Botanik. . . 539. 1882.

## Portugal
Trata-se de uma espécie presente no território português, nomeadamente em Portugal Continental.
Em termos de naturalidade é nativa da região atrás indicada.

## Protecção
Não se encontra protegida por legislação portuguesa ou da Comunidade Europeia.